# Левенкова, Ольга Владимировна
Ольга Владимировна Левенкова (род. 11 января 1984 года, Кемерово) — российская легкоатлетка, специализирующаяся в пяти- и семиборье. Бронзовый призёр чемпионата мира в помещении 2006 года. Чемпионка России в помещении 2006 года. Заслуженный мастер спорта России.

## Биография
Ольга Владимировна Левенкова родилась 11 января 1984 года в Кемерово. Начала заниматься лёгкой атлетикой в ГУДО «ОСДЮСШОР по лёгкой атлетике им. В. А. Савенкова», где тренировалась под руководством Анатолия Михайловича Канашевича. Выступала за клуб ЦСКА.
Дебютировала на международной арене в 2002 году на чемпионате мира среди юниоров, где заняла третье место. Затем на протяжении пяти лет входила в сборную команду России по легкоатлетическим многоборьям.
Окончила факультет физической культуры и спорта Кемеровского государственного университета.
В настоящее время работает тренером по ОФП в СДЮШОР хоккейного клуба СКА г. Санкт-Петербург.

## Основные результаты

### Международные
| Год  | Соревнования                                  | Место проведения          | Дисциплина    | Место | Результат |
| ---- | --------------------------------------------- | ------------------------- | ------------- | ----- | --------- |
| 2002 | Чемпионат мира среди юниоров                  | Кингстон, Ямайка          | семиборье     | 3     | 5712      |
| 2003 | Чемпионат Европы среди юниоров                | Тампере, Финляндия        | семиборье     | 1     | 5748      |
| 2003 | Универсиада                                   | Тэгу, Южная Корея         | семиборье     | 9     | 5672      |
| 2003 | Кубок Европы по легкоатлетическим многоборьям | Брессаноне, Италия        | команда       | 1     | 17983     |
| 2003 | Кубок Европы по легкоатлетическим многоборьям | Брессаноне, Италия        | индивидуально | 10    | 5752      |
| 2004 | Кубок Европы по легкоатлетическим многоборьям | Хенгело, Нидерланды       | команда       | 1     | 17872     |
| 2004 | Кубок Европы по легкоатлетическим многоборьям | Хенгело, Нидерланды       | индивидуально | 4     | 5914      |
| 2005 | Чемпионат Европы среди молодёжи               | Эрфурт, Германия          | семиборье     | 3     | 5950      |
| 2005 | Универсиада                                   | Измир, Турция             | семиборье     | 8     | 5620      |
| 2006 | Чемпионат мира в помещении                    | Москва, Россия            | пятиборье     | 3     | 4579      |
| 2006 | Hypo-Meeting                                  | Гётцис, Австрия           | семиборье     | 7     | 6231      |
| 2006 | Чемпионат Европы                              | Гётеборг, Швеция          | семиборье     | 10    | 6118      |
| 2006 | Кубок Европы по легкоатлетическим многоборьям | Арль, Франция             | команда       | 1     | 18149     |
| 2006 | Кубок Европы по легкоатлетическим многоборьям | Арль, Франция             | индивидуально | 5     | 6123      |
| 2007 | Чемпионат Европы в помещении                  | Бирмингем, Великобритания | пятиборье     | 12    | 4317      |
| 2007 | Hypo-Meeting                                  | Гётцис, Австрия           | семиборье     | 13    | 6062      |
| 2007 | Кубок Европы по легкоатлетическим многоборьям | Щецин, Польша             | команда       | 2     | 17289     |
| 2007 | Кубок Европы по легкоатлетическим многоборьям | Щецин, Польша             | индивидуально | —     | 5526      |
| 2008 | Hypo-Meeting                                  | Гётцис, Австрия           | семиборье     | 16    | 6103      |

### Национальные
| Год  | Соревнования                 | Место проведения | Дисциплина | Место | Результат |
| ---- | ---------------------------- | ---------------- | ---------- | ----- | --------- |
| 2005 | Чемпионат России в помещении | Волгоград        | пятиборье  | 2     | 4245      |
| 2005 | Чемпионат России             | Тула             | семиборье  | 2     | 5973      |
| 2006 | Чемпионат России в помещении | Москва           | пятиборье  | 1     | 4713      |
| 2007 | Чемпионат России в помещении | Волгоград        | пятиборье  | 2     | 4417      |